# William Moerner
William Esco Moerner, né le 24 juin 1953 à Pleasanton en Californie, est un physicien et chimiste américain, co-lauréat du prix Nobel de chimie 2014 avec Stefan Hell et Eric Betzig  pour leurs travaux dans le domaine de la nanoscopie et de la microscopie à fluorescence.

## Prix et distinctions
William Moerner est le récipiendaire d'un grand nombre de prix et d'honneurs. Il inclut : le National Winner of the Outstanding Young Professional Award for 1984 de l'Electrical engineering honorary society, Eta Kappa Nu, 22 avril 1985 ; l'IBM Outstanding Technical Achievement Award pour le Photon-Gated Spectral Hole-Burning, 11 juillet 1988 ; l'IBM Outstanding Technical Achievement Award for Single-Molecule Detection and Spectroscopy, 22 novembre 1992 ; l'Earle K. Plyler Prize for Molecular Spectroscopy de la Société américaine de physique (2001) ; le Prix Wolf de chimie (2008),, ; l'Irving Langmuir Award in Chemical Physics de l'American Physical Society (2009), ; le Pittsburgh Spectroscopy Award (2012); le Peter Debye Award in Physical Chemistry de l'American Chemical Society (2013), ; l'Engineering Alumni Achievement Award de l'université de Washington (2013) et le prix Nobel de chimie (2014).
Il est membre honoraire y compris Senior Member de l'IEEE le 17 juin 1988 et membre de l'Académie nationale des sciences des États-Unis en 2007,. Il est aussi membre de l'Optical Society le 28 mai 1992; de la Société américaine de physique le 16 novembre 1992 ; de l'Académie américaine des arts et des sciences en 2001 et de l'Association américaine pour l'avancement de la science en 2004.

## Publications
- avec L. Kador : Optical detection and spectroscopy of single molecules in a solid, Phys. Rev. Lett., cahier 62, 1989, p. 2535
- avec Michel Orrit : « Illuminating single molecules in condensed matter », Science, cahier 283, 1999, p. 1670–1676
- avec Th. Basché, M. Orrit, H. Talon : Photon antibunching in the fluorescence of a single dye molecule trapped in a solid, Phys. Rev. Lett., cahier 69, 1992, p. 1516
- avec S. M. Silence : « Polymeric photorefractive materials », Chemical Reviews, cahier 94, 1994, p. 127–155
- avec Stephen Ducharme, J. C. Scott, R. J. Twieg : Observation of the photorefractive effect in a polymer, Phys. Rev. Lett., cahier 66, 1991, p. 1846
- avec P. Yeh : « Introduction to Photorefractive Nonlinear Optics », Physics Today, classeur 3, 2008, p. 89-98
- avec Brahim Lounis : « Single photons on demand from a single molecule at room temperature », Nature, cahier 407, 2000, p. 491–493